# 은둔저녁쥐
은둔저녁쥐 또는 약삭빠른저녁쥐(Calomys callidus)는 비단털쥐과에 속하는 설치류이다. 아르헨티나와 파라과이에서 발견된다.